# Miconia caesariata
Espèce
Statut de conservation UICN

 LC  : Préoccupation mineure
Miconia caesariata est une espèce de plantes à fleurs de la famille des Melastomataceae endémique d'Équateur. Elle pousse en forêts subtropicales ou tropicales humides de montagne.

## Publication originale
- Phytologia 38(3): 294–295. 1978.